# Lista dos programas mais antigos da televisão no Brasil
Este é um compilado dos programas mais antigos da televisão no Brasil, em exibição ininterrupta. Ao longo dos anos, os programas mais antigos da TV sofreram modificações drásticas e seus telespectadores não fazem ideia de quanto tempo estão no ar. Alguns programas desta lista tiveram um lançamento mais antigo, mas passaram por hiatos. E por isso, é considerado apenas a data em que o programa foi ao ar e é exibido até hoje de maneira contínua .

## Programas
| #     | Programa                             | Apresentador(a/res) atual(is)                                    | Emissora atual               | Formato                 | Estreia                 | Tempo de Exibição |
| ----- | ------------------------------------ | ---------------------------------------------------------------- | ---------------------------- | ----------------------- | ----------------------- | ----------------- |
| 1.º   | Mosaico na TV                        | Lais Louver e Victor Padovan                                     | TV Aberta                    | Religioso / Didático    | 16 de julho de 1961     | 64 anos           |
| 2.º   | Programa Silvio Santos               | Patrícia Abravanel                                               | SBT                          | Programa de auditório   | 2 de junho de 1963      | 62 anos           |
| 3.º   | Retrospectiva                        | Sandra Annenberg                                                 | TV Globo                     | Programa jornalístico   | 24 de dezembro de 1967  | 57 anos           |
| 4.º   | Santa Missa                          | Padre Marcelo Rossi e Dom Fernando Figueiredo                    | TV Globo                     | Religioso               | 4 de fevereiro de 1968  | 57 anos           |
| 5.º   | Jornal Nacional                      | William Bonner e Renata Vasconcellos                             | TV Globo                     | Telejornal              | 1 de setembro de 1969   | 55 anos           |
| 6.º   | Mesa Redonda                         | Osmar Garraffa e Michelle Giannella                              | TV Gazeta                    | Jornalismo esportivo    | Março de 1970           | 55 anos           |
| 7.º   | Jornal Hoje                          | César Tralli                                                     | TV Globo                     | Telejornal              | 21 de abril de 1971     | 54 anos           |
| 8.º   | Jornal do Almoço                     | Cristina Ranzolin                                                | RBS TV                       | Telejornal              | 6 de março de 1972      | 53 anos           |
| 9.º   | Corujão                              | —                                                                | TV Globo                     | Filmes                  | 7 de julho de 1972      | 53 anos           |
| 10.º  | Domingo Maior                        | —                                                                | TV Globo                     | Filmes                  | 30 de abril de 1972     | 53 anos           |
| 11.º  | Globo Repórter                       | Sandra Annenberg                                                 | TV Globo                     | Programa jornalístico   | 3 de abril de 1973      | 52 anos           |
| 12.º  | Fantástico                           | Poliana Abritta e Maria Júlia Coutinho                           | TV Globo                     | Revista eletrônica      | 5 de agosto de 1973     | 52 anos           |
| 13.º  | Sessão da Tarde                      | —                                                                | TV Globo                     | Filme                   | 11 de março de 1974     | 51 anos           |
| 14.º  | Jornal da Record                     | Eduardo Ribeiro e Mariana Godoy                                  | TV Record                    | Telejornal              | 24 de setembro de 1974  | 50 anos           |
| 15.º  | Roberto Carlos Especial              | Roberto Carlos                                                   | TV Globo                     | Musical                 | 25 de dezembro de 1974  | 50 anos           |
| 16.º  | Cinema Especial                      | —                                                                | TV Globo                     | Filme                   | 28 de abril de 1975     | 50 anos           |
| 17.º  | Stadium                              | Paulo Garritano e Marilia Arrigoni                               | TV Brasil                    | Jornalismo esportivo    | 25 de fevereiro de 1977 | 48 anos           |
| 18.º  | Bom Dia São Paulo                    | Sabina Simonato                                                  | TV Globo São Paulo           | Telejornal              | 19 de abril de 1977     | 48 anos           |
| 19.º  | Jornal da Band                       | Adriana Araújo e Eduardo Oinegue                                 | Rede Bandeirantes            | Telejornal              | 12 de outubro de 1977   | 47 anos           |
| 20.º  | Globo Esporte                        | Alex Escobar (edição nacional)                                   | TV Globo                     | Jornalismo esportivo    | 14 de agosto de 1978    | 46 anos           |
| 21.º  | Jornal do Almoço (Santa Catarina)    | Edson Amaral, Laine Valgas e Raphael Faraco                      | NSC TV                       | Telejornal              | 5 de novembro de 1979   | 45 anos           |
| 22.º  | Globo Rural                          | Nélson Araújo, Helen Martins, Camila Marconato e Cristina Vieira | TV Globo                     | Telejornal              | 6 de janeiro de 1980    | 45 anos           |
| 23.º  | Vale a Pena Ver de Novo              | —                                                                | TV Globo                     | Novelas                 | 5 de maio de 1980       | 45 anos           |
| 24.º  | Mulheres                             | Pâmela Domingues e Camila Galetti                                | TV Gazeta                    | Programa de variedades  | 22 de setembro de 1980  | 44 anos           |
| 25.º  | Supercine                            | —                                                                | TV Globo                     | Filmes                  | 4 de abril de 1981      | 44 anos           |
| 26.º  | Galpão Crioulo                       | Neto Fagundes e Shana Müller                                     | RBS TV                       | Musical                 | Maio de 1982            | 43 anos           |
| 27.º  | Jornal da Globo                      | Renata Lo Prete                                                  | TV Globo                     | Telejornal              | 2 de agosto de 1982     | 43 anos           |
| 28.º  | Bom Dia Brasil                       | Ana Paula Araújo                                                 | TV Globo                     | Telejornal              | 3 de janeiro de 1983    | 42 anos           |
| 28.º  | Bom Dia Rio                          | Flávio Fachel                                                    | TV Globo RJ                  | Telejornal              | 3 de janeiro de 1983    | 42 anos           |
| 28.º  | Bom Dia Rio Grande                   | Simone Lazzari e Léo Saballa Jr.                                 | RBS TV                       | Telejornal              | 3 de janeiro de 1983    | 42 anos           |
| 28.º  | Bom Dia Paraná                       | Anderson Frigo e Claudia Celli                                   | RPC                          | Telejornal              | 3 de janeiro de 1983    | 42 anos           |
| 28.º  | RJTV                                 | Mariana Gross e Ana Luiza Guimarães                              | TV Globo RJ                  | Telejornal              | 3 de janeiro de 1983    | 42 anos           |
| 28.º  | MGTV                                 | Aline Aguiar e Mara Pinheiro                                     | TV Globo MG                  | Telejornal              | 3 de janeiro de 1983    | 42 anos           |
| 28.º  | NETV                                 | Maristela Niz e Márcio Bonfim                                    | TV Globo Pernambuco          | Telejornal              | 3 de janeiro de 1983    | 42 anos           |
| 28.º  | DFTV                                 | Fabiano Andrade e Adriano de Castro                              | TV Globo DF                  | Telejornal              | 3 de janeiro de 1983    | 42 anos           |
| 28.º  | RBS Notícias                         | Elói Zorzetto e Carla Fachim                                     | RBS TV                       | Telejornal              | 3 de janeiro de 1983    | 42 anos           |
| 29.º  | Sem Censura                          | Cissa Guimarães                                                  | TV Brasil                    | Talk show               | 1 de julho 1985         | 40 anos           |
| 30.º  | Balanço Geral BA                     | Jessica Smetak e José Eduardo                                    | Record Bahia                 | Telejornal              | Dezembro de 1985        | 39 anos           |
| 31.º  | Jornal da Noite                      | Felipe Vieira                                                    | Rede Bandeirantes            | Telejornal              | 20 de janeiro de 1986   | 39 anos           |
| 32.º  | Roda Viva                            | Vera Magalhães                                                   | TV Cultura                   | Talk show               | 29 de setembro de 1986  | 38 anos           |
| 33.º  | Criança Esperança                    | vários                                                           | TV Globo                     | Campanha de caridade    | 28 de dezembro de 1986  | 38 anos           |
| 34.º  | Jornal da Cultura                    | Ana Paula Couto e Karyn Bravo                                    | TV Cultura                   | Telejornal              | 29 de dezembro de 1986  | 38 anos           |
| 35.º  | Jornal da Manhã                      | Camila Oliveira e Ricardo Ishmael                                | Rede Bahia                   | Telejornal              | 26 de janeiro de 1987   | 39 anos           |
| 36.º  | BATV                                 | Fernando Sodake                                                  | Rede Bahia                   | Telejornal              | 23 de janeiro de 1987   | 38 anos           |
| 37.º  | Esporte Espetacular                  | Karine Alves e Fernando Fernandes                                | TV Globo                     | Jornalismo esportivo    | 22 de março de 1987     | 38 anos           |
| 38.º  | A Praça É Nossa                      | Carlos Alberto de Nóbrega                                        | SBT                          | Programa humorístico    | 7 de maio de 1987       | 38 anos           |
| 39.º  | Missa de Aparecida                   | vários                                                           | TV Cultura / TV Aparecida    | Religioso               | 25 de outubro de 1987   | 20 anos           |
| 40.º  | Tela Quente                          | —                                                                | TV Globo                     | Filmes                  | 7 de março de 1988      | 37 anos           |
| 41.º  | Metrópolis                           | Cunha Jr. e Adriana Couto                                        | TV Cultura                   | Revista eletrônica      | 4 de abril de 1988      | 37 anos           |
| 42.º  | Gazeta Esportiva                     | Michelle Giannella                                               | TV Gazeta                    | Jornalismo esportivo    | 1988                    | 37 anos           |
| 43.º  | Temperatura Máxima                   | —                                                                | TV Globo                     | Filmes                  | 3 de janeiro de 1989    | 36 anos           |
| 44.º  | Bom Dia Minas                        | Liliana Junger                                                   | TV Globo MG                  | Telejornal              | 22 de maio de 1989      | 36 anos           |
| 44.º  | Bom Dia Pernambuco                   | Clarissa Góes                                                    | TV Globo Pernambuco          | Telejornal              | 22 de maio de 1989      | 36 anos           |
| 45.º  | Santa Missa (Canção Nova)            | Vários                                                           | TV Canção Nova               | Religioso               | 8 de dezembro de 1989   | 35 anos           |
| 46.º  | Super Tela                           | —                                                                | TV Record                    | Filmes                  | 20 de outubro de 1990   | 34 anos           |
| 47.º  | Bom Dia DF                           | Fred Ferreira e Luísa Doyle                                      | TV Globo DF                  | Telejornal              | 7 de janeiro de 1991    | 34 anos           |
| 48.º  | Globeleza                            | vários                                                           | TV Globo                     | Cobertura carnavalesca  | 8 de fevereiro de 1991  | 34 anos           |
| 49.º  | Plantão da Globo                     | vários                                                           | TV Globo                     | Telejornal              | 21 de maio de 1991      | 34 anos           |
| 50.º  | Globo Comunidade                     | vários                                                           | TV Globo                     | Programa de variedades  | 28 de setembro de 1991  | 33 anos           |
| 51.º  | Tele Sena                            | Luís Ricardo                                                     | SBT                          | Sorteio                 | novembro de 1991        | 33 anos           |
| 52.º  | Repórter Eco                         | Márcia Bongiovanni                                               | TV Cultura                   | Telejornal              | 10 de fevereiro de 1992 | 33 anos           |
| 53.º  | Pequenas Empresas & Grandes Negócios | Pedro Lins                                                       | TV Globo                     | Programa Jornalístico   | 15 de março de 1992     | 33 anos           |
| 54.º  | Show Business                        | Bruno Meyer                                                      | TV Jovem Pan News            | Programa de entrevistas | 18 de outubro de 1992   | 32 anos           |
| 55.º  | Domingo Legal                        | Celso Portiolli                                                  | SBT                          | Programa de auditório   | 17 de janeiro de 1993   | 32 anos           |
| 56.º  | Band Folia                           | vários                                                           | Rede Bandeirantes            | Cobertura carnavalesca  | 19 de fevereiro de 1993 | 32 anos           |
| 57.º  | CNT Jornal                           | Carina de Godoi                                                  | CNT                          | Telejornal              | 24 de maio de 1993      | 32 anos           |
| 58.º  | Santo Culto                          | Edir Macedo                                                      | TV Universal                 | Religioso               | 1993                    | 32 anos           |
| 59.º  | Cine Aventura                        | —                                                                | TV Record                    | Filmes                  | 31 de maio de 1993      | 32 anos           |
| 60.º  | TVZ                                  | vários                                                           | Multishow                    | Videoclipes             | Julho de 1993           | 32 anos           |
| 61.º  | SporTV News                          | Mariana Fontes                                                   | SporTV                       | Jornalismo esportivo    | 1994                    | 31 anos           |
| 62.º  | Prêmio Multishow                     | vários                                                           | Multishow                    | Premiação               | 1994                    | 31 anos           |
| 63.º  | 1001 Noites                          | vários                                                           | Woohoo / Prime Box Brazil    | Televendas              | março de 1995           | 30 anos           |
| 64.º  | Cantinho da Criança                  | Déia                                                             | TV Canção Nova               | Religioso / Infantil    | 12 de outubro de 1995   | 29 anos           |
| 65.º  | Tá na Área                           | Camila Carelli e Thiago Benevenutte                              | SporTV                       | Jornalismo esportivo    | novembro de 1995        | 29 anos           |
| 66.º  | Sábado Animado                       | Silvia Abravanel                                                 | SBT                          | Programa Infantil       | 25 de novembro de 1995  | 29 anos           |
| 67.º  | Cine Record Especial                 | —                                                                | TV Record                    | Filmes                  | 1995                    | 30 anos           |
| 67.º  | Medalhão Persa                       | vários                                                           | Music Box Brazil / Rede Vida | Televendas              | 1995                    | 30 anos           |
| 68.º  | JCTV                                 | Paulo Júnior e Luciana Martins                                   | Rede Vida                    | Telejornal / Religioso  | 15 de outubro de 1996   | 28 anos           |
| 69.º  | Anonymus Gourmet                     | José Antônio Pinheiro Machado                                    | SBT RS                       | Programa de Culinária   | 23 de novembro de 1995  | 29 anos           |
| 70.º  | SPTV                                 | Alan Severiano e José Roberto Burnier                            | TV Globo SP                  | Telejornal              | 1 de abril de 1996      | 29 anos           |
| 71.º  | Bom Dia Mato Grosso                  | Jaqueline Naujorks e Tiago Terciotty                             | TV Centro América            | Telejornal              | 1996                    | 29 anos           |
| 71.º  | Bom Dia MS                           | Maurren Mattiello                                                | TV Morena                    | Telejornal              | 1996                    | 29 anos           |
| 72.º  | Edição Extra                         | vários                                                           | TV Gazeta                    | Programa Jornalístico   | 1996                    | 29 anos           |
| 73.º  | Jornal das Dez                       | Aline Midlej                                                     | GloboNews                    | Telejornal              | 1 de abril de 1997      | 28 anos           |
| 74.º  | Terra da Gente                       | Ciro Porto e Daniela Lemos                                       | EPTV                         | Programa de variedades  | 21 de junho de 1997     | 28 anos           |
| 75.º  | Show da Fé                           | R. R. Soares                                                     | RIT                          | Religioso               | 1 de agosto de 1997     | 28 anos           |
| 76.º  | Fala que Eu Te Escuto                | Márcio Carotti, Anderson Freitas e Filipe Santos                 | TV Record                    | Religioso               | 6 de fevereiro de 1998  | 27 anos           |
| 77.º  | Fala Brasil                          | Luiz Fara Monteiro e Paloma Poeta                                | TV Record                    | Telejornal              | 4 de maio de 1998       | 27 anos           |
| 78.º  | Teleton                              | vários                                                           | SBT                          | Campanha de caridade    | 16 de maio de 1998      | 27 anos           |
| 79.º  | Check Up                             | Natália Varela                                                   | TV Diário                    | Saúde                   | 5 de julho de 1998      | 27 anos           |
| 80.º  | Linha de Passe                       | Paulo Andrade, Daniela Boaventura e William Tavares              | ESPN                         | Jornalismo esportivo    | 10 de agosto de 1998    | 26 anos           |
| 81.º  | Show da Virada                       | vários                                                           | TV Globo                     | Réveillon               | 31 de dezembro de 1998  | 26 anos           |
| 82.º  | Tela Máxima                          | —                                                                | TV Record                    | Filmes                  | 4 de janeiro de 1999    | 26 anos           |
| 83.º  | Antena Paulista                      | Luiza Vaz                                                        | TV Globo SP                  | Programa de variedades  | 25 de abril de 1999     | 26 anos           |
| 84.º  | Mais Você                            | Ana Maria Braga                                                  | TV Globo                     | Programa de variedades  | 18 de outubro de 1999   | 25 anos           |
| 85.º  | Superpop                             | Luciana Gimenez                                                  | RedeTV!                      | Programa de auditório   | 15 de novembro de 1999  | 25 anos           |
| 86.º  | Leitura Dinâmica                     | Gabriela Di França                                               | RedeTV!                      | Telejornal              | 21 de novembro de 1999  | 25 anos           |
| 87.º  | Band Cidade                          | vários                                                           | Rede Bandeirantes            | Telejornal              | 1999                    | 26 anos           |
| 88.º  | Polishop                             | —                                                                | Polishop TV                  | Televendas              | 1999                    | 26 anos           |
| 89.º  | Cine Espetacular                     | —                                                                | SBT                          | Filmes                  | 4 de abril de 2000      | 25 anos           |
| 90.º  | TV Fama                              | Nelson Rubens, Flávia Noronha e Leão Lobo                        | RedeTV!                      | Celebridades            | 17 de julho de 2000     | 25 anos           |
| 91.º  | Zig Zag Show                         | Alvarindo Vicente de Souza                                       | RIT                          | Programa Infantil       | agosto de 2000          | 25 anos           |
| 92.º  | SportsCenter Brasil                  | Paulo Soares                                                     | ESPN                         | Jornalismo esportivo    | setembro de 2000        | 24 anos           |
| 93.º  | Altas Horas                          | Serginho Groisman                                                | TV Globo                     | Talk show               | 14 de outubro de 2000   | 24 anos           |
| 94.º  | Clip RIT                             | Carolina VIdal e Natalia Alexandre                               | RIT                          | Videoclipes             | janeiro de 2001         | 24 anos           |
| 95.º  | Jornal BandNews                      | vários                                                           | BandNews TV                  | Telejornal              | 19 de março de 2001     | 24 anos           |
| 96.º  | Jornal da Gazeta                     | Laerte Vieira e Luciana Magalhães                                | TV Gazeta                    | Telejornal              | 16 de julho de 2001     | 24 anos           |
| 97.º  | Terra de Minas                       | vários                                                           | TV Globo Minas               | Programa de variedades  | 21 de outubro de 2001   | 23 anos           |
| 98.º  | Brasil Urgente                       | Joel Datena                                                      | Rede Bandeirantes            | Telejornal              | 3 de dezembro de 2001   | 23 anos           |
| 99.º  | Troca de Passes                      | Felipe Diniz                                                     | SporTV                       | Jornalismo esportivo    | 2001                    | 24 anos           |
| 99.º  | TV Shopping Brasil                   | vários                                                           | FishTV                       | Televendas              | 2001                    | 24 anos           |
| 100.º | Big Brother Brasil                   | Tadeu Schmidt                                                    | TV Globo                     | Reality Show            | 29 de janeiro de 2002   | 23 anos           |
| 101.º | Saia Justa                           | Eliana, Bela Gil, Tati Machado, Erika Januza e Juliette          | GNT                          | Programa de entrevistas | 17 de abril de 2002     | 23 anos           |
| 102.º | Canal Livre                          | Fernando Mitre e Rodolfo Schneider                               | Rede Bandeirantes            | Programa de entrevistas | 26 de maio de 2002      | 23 anos           |
| 103.º | Auto Esporte                         | —                                                                | TV Globo                     | Temático                | 20 de outubro de 2002   | 22 anos           |
| 104.º | Café Filosófico                      | Clarissa Kriste                                                  | TV Cultura                   | Programa de entrevistas | 21 de janeiro de 2003   | 22 anos           |
| 105.º | TEM Notícias                         | vários                                                           | TV TEM                       | Telejornal              | 6 de maio de 2003       | 22 anos           |
| 106.º | Fatos em Foco                        | Beatriz do Vale                                                  | RIT                          | Programa jornalístico   | 2003                    | 22 anos           |
| 106.º | Record Kids                          | —                                                                | TV Record                    | Programa Infantil       | 2003                    | 22 anos           |
| 107.º | Domingo Espetacular                  | Roberto Cabrini e Carolina Ferraz                                | Record                       | Programa Jornalístico   | 18 de abril de 2004     | 21 anos           |
| 108.º | Redação SporTV                       | Marcelo Barreto                                                  | SporTV                       | Jornalismo esportivo    | 12 de junho de 2004     | 21 anos           |
| 109.º | Olhar Digital                        | Marisa Silva                                                     | Sony / AXN                   | Temático                | 29 de fevereiro de 2025 | 20 anos           |
| 110.º | SBT Brasil                           | César Filho                                                      | SBT                          | Telejornal              | 15 de agosto de 2005    | 19 anos           |
| 111.º | Hoje em Dia                          | Celso Zucatelli, Ana Hickmann, Renata Alves e Ticiane Pinheiro   | Record                       | Revista eletrônica      | 22 de agosto de 2005    | 19 anos           |
| 112.º | RedeTV! News                         | Augusto Xavier e Amanda Klein                                    | RedeTV!                      | Telejornal              | 22 de agosto de 2005    | 19 anos           |
| 113.º | Terra da Padroeira                   | Kleber Oliveira, Tonho Prado e Menino da Porteira                | TV Aparecida                 | Programa de auditório   | 11 de setembro de 2005  | 19 anos           |
| 114.º | TJ Aparecida                         | Eduardo Miranda e Raiane Brancatti                               | TV Aparecida                 | Telejornal              | 14 de setembro de 2005  | 19 anos           |
| 115.º | A Tarde é Sua                        | Sonia Abrão                                                      | RedeTV!                      | Programa de variedades  | 1.º de maio de 2006     | 19 anos           |